# Cotoneaster melanocarpus
Cotoneaster melanocarpus là loài thực vật có hoa trong họ Hoa hồng. Loài này được Lodd., G. Lodd. & W. Lodd. mô tả khoa học đầu tiên năm 1829.

## Hình ảnh

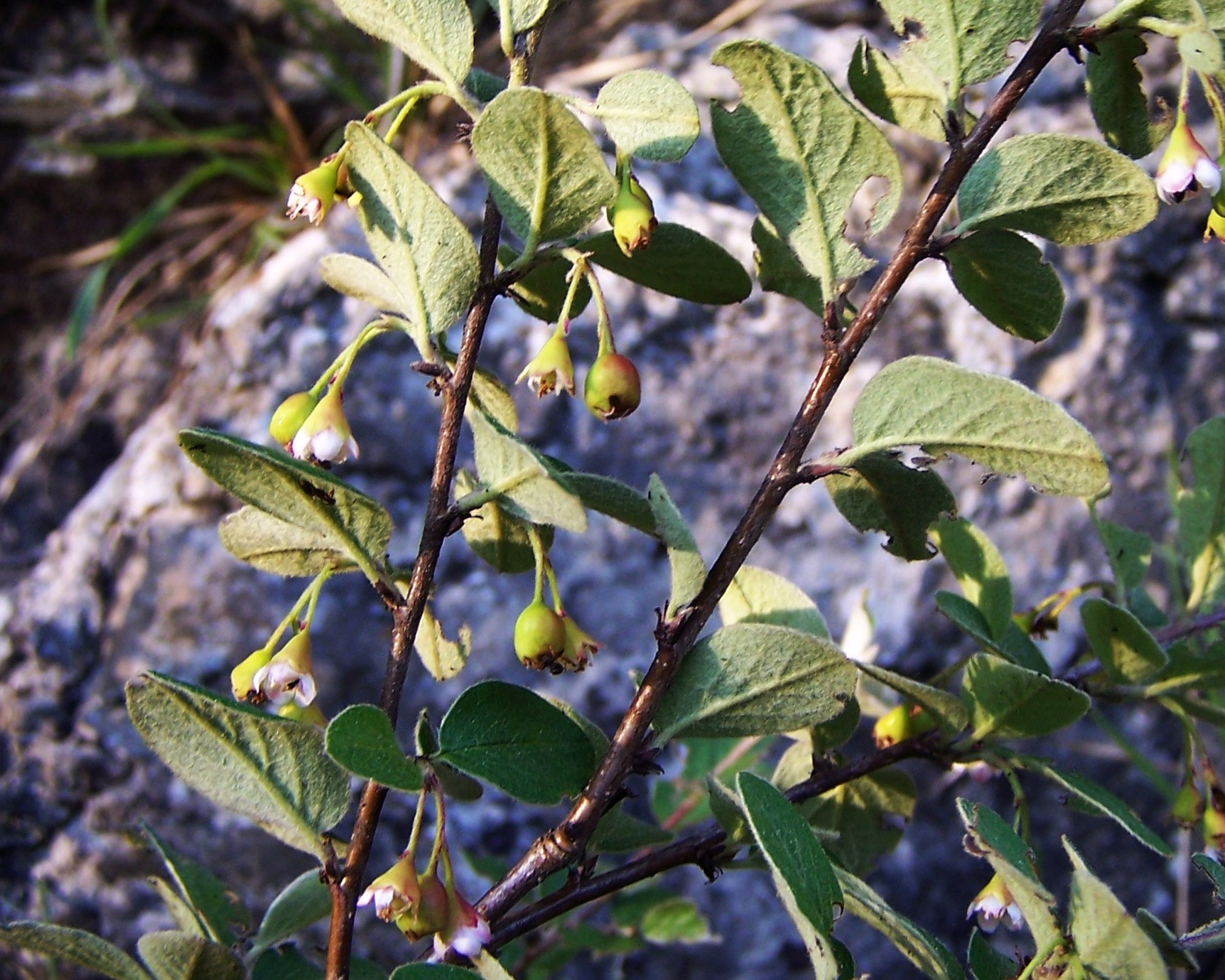
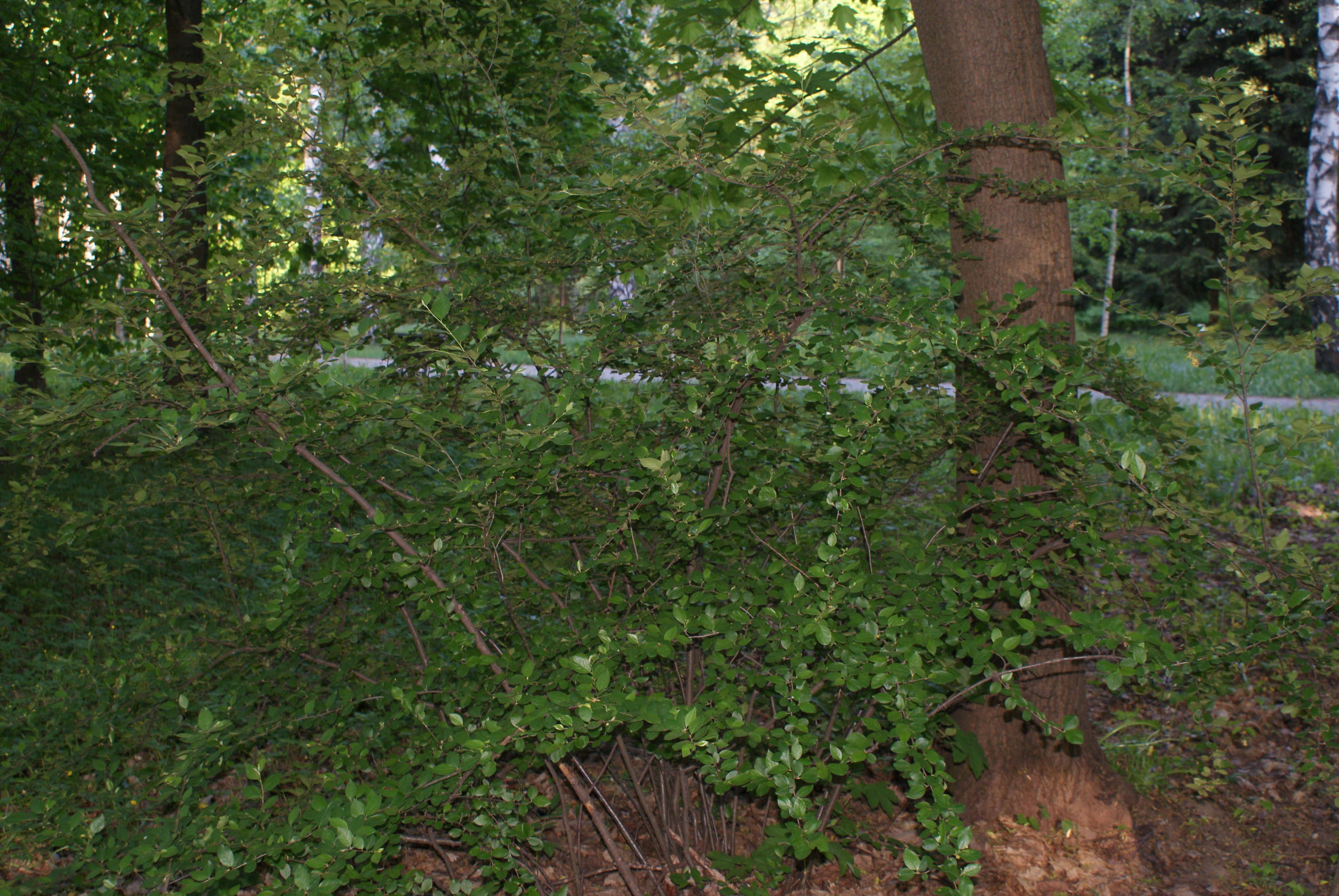